# Vorderösterreichische Münzstätte der Markgrafschaft Burgau in Günzburg

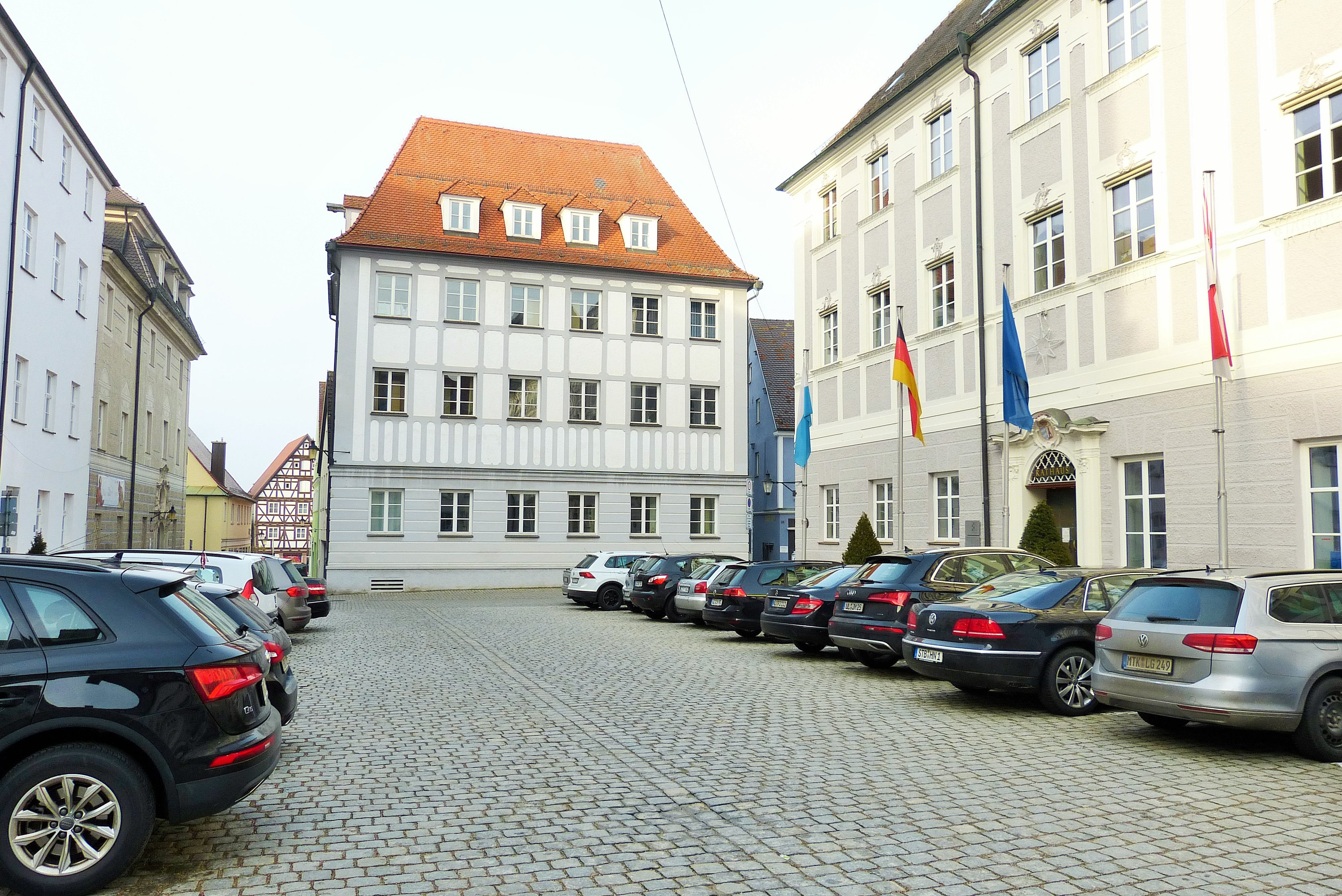
Ehemalige Vorderösterreichische Münzstätte der Markgrafschaft Burgau in Günzburg, 2019

Die Vorderösterreichische Münzstätte der Markgrafschaft Burgau befand sich von 1767 bis 1805 in ihrem Hauptort der heutigen Großen Kreisstadt Günzburg. Hier wurde von 1780 bis 1805 unter anderem, der heute noch geprägte Maria-Theresia-Taler hergestellt. In Katalogen ist die Prägestätte als Münzstätte Günzburg bezeichnet. In dem Gebäudekomplex der früheren „Münze“ ist heute das Rathaus von Günzburg untergebracht.

## Geschichte
Die ehemalige vorderösterreichische Münzstätte, ein dreigeschossiger, langgestreckter an den Südflügel des Schlosses angefügter Trakt mit Walmdach, befindet sich in einer vom Marktplatz abzweigenden Seitengasse, Ecke Rathausgasse/Hofgasse, in mittelbarer Nähe zum „Brauereigasthof zur Münz“. Das Gebäude wurde vom schwäbischen Baumeister Joseph Dossenberger 1764 geplant, ausgeführt und 1767 vollendet. Im Erdgeschoss befanden sich vier Spindelpressen. In den Obergeschossen war die Verwaltung untergebracht. Die benötigten Münzmetalle Silber und Kupfer wurden von der nahen Reichsstadt Augsburg bezogen. In der innerstädtischen Münzstätte wurden nur die Silbermünzen geprägt. Eine zweite Münzstätte befand sich, zusammen mit einem Hammerwerk und der Silberscheideanstalt, außerhalb der Stadtmauer. Hier wurden Kupfermünzen geprägt. Von 1772 bis 1775 wurden auch Auftragsprägungen für die Hochstifte Augsburg, Straßburg, Konstanz, Fürstentum Fürstenberg und die Reichsstadt Ulm ausgeführt. Im Jahre 1805, mit der Eroberung Günzburgs während des dritten Koalitionskrieges durch napoleonische Truppen, wurde die Münzstätte stillgelegt. In ihren Räumen ist heute das Rathaus der Stadt untergebracht.

## Weblinks

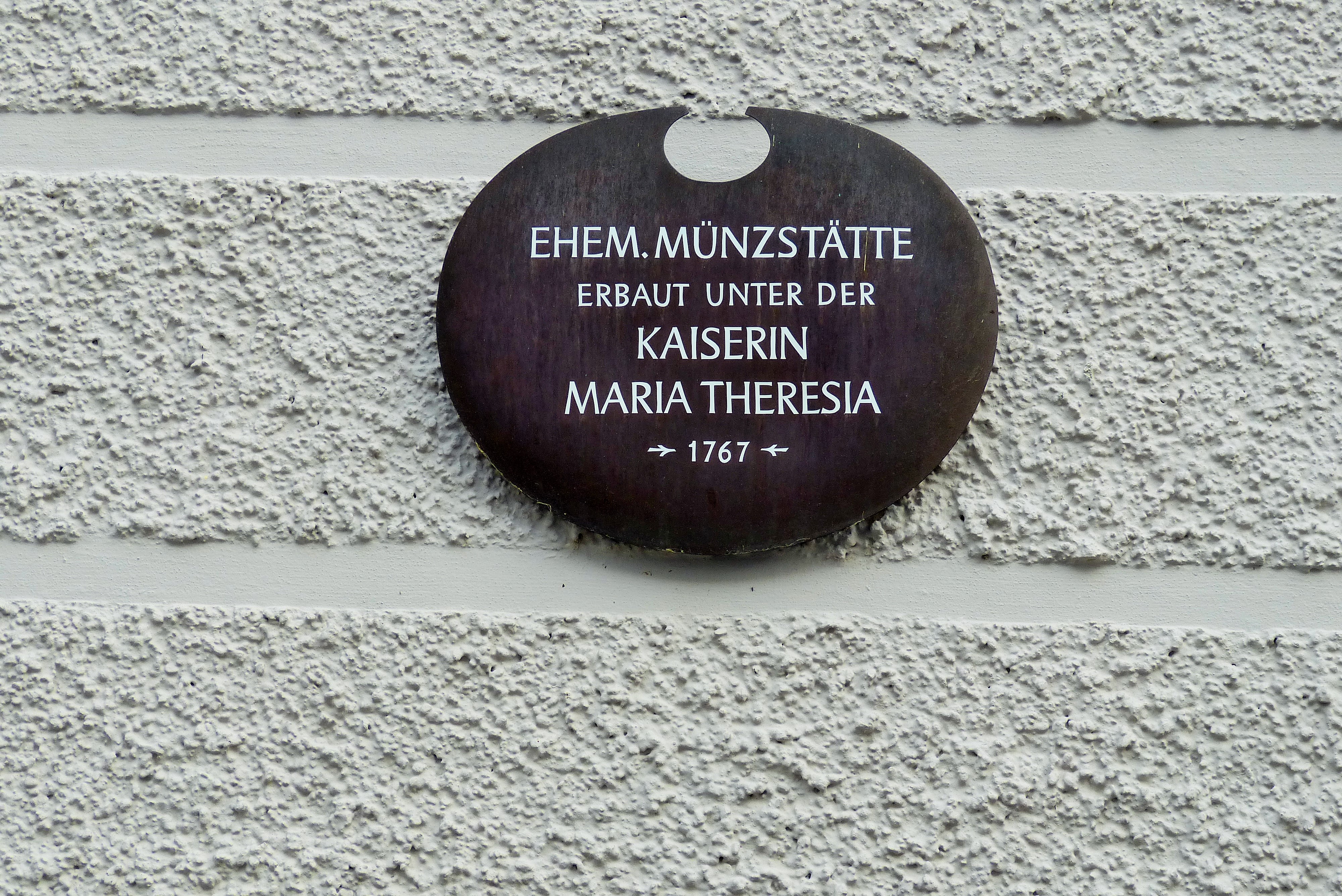
Tafel am Rathaus, 2019